# Maximilien Bibaud
Ne doit pas être confondu avec Michel Bibaud.
Maximilien Bibaud (né François-Maximilien Bibaud le 23 octobre 1823 à Montréal et décédé dans la même ville le 9 juillet 1887) était un avocat, professeur de droit, polygraphe et chroniqueur canadien.
Fils de Michel Bibaud, il occupe une place importante dans l'histoire du Canada en raison de son enseignement du droit et de ses nombreux écrits sur différents sujets juridiques. Il est généralement considéré comme un pionnier de l'enseignement du droit international au Canada.
La Société québécoise de droit international organise annuellement la Conférence Maximilien-Bibaud, nommée en l'honneur de Bibaud, car il est le premier professeur de droit du Bas-Canada.